# Coincidence (film)
Pour les articles homonymes, voir Coïncidence (homonymie) et Coïncidence.
Pour plus de détails, voir Fiche technique et Distribution.
Coincidence est un film américain réalisé par Chester Withey, sorti en 1921.

## Synopsis
Billy Jenks, petit employé, arrive à New York et devient caissier dans un grand magasin. Il y rencontre Phoebe Howard, une sténodactylo. Lorsqu'ils perdent tous les deux leur emploi, Billy télégraphie à sa tante pour lui demander de l'aide, mais il apprend alors qu'elle est décédée et qu'elle lui laisse une fortune en titres. Mais cette information a été entendue par d'autres personnes, dont Harry Brent, un escroc, qui se propose de les aider...

## Fiche technique
- Titre original : Coincidence
- Réalisation : Chester Withey
- Scénario : Brian Hooker (en)
- Photographie : Louis Bitzer
- Société de production : Metro Pictures Corporation
- Pays d'origine :  États-Unis
- Langue originale : anglais
- Format : noir et blanc — 35 mm — 1,37:1 — Film muet
- Genre : Comédie
- Durée : 5 bobines
- Dates de sortie :  États-Unis : mai 1921

## Distribution
- Bradley Barker (en) : Harry Brent
- Robert Harron : Billy Jenks
- June Walker : Phoebe Howard
- Frank Belcher : John Carter
- William Frederic : Stephen Fiske
- June Ellen Terry : Dorothy Carter

## Production
- Selon l'historien du cinéma Anthony Slide, ce fut la première fois que l'industrie cinématographique eut à gérer la sortie d'un film dont la vedette, Robert Harron, venait juste de mourir dans des circonstances mystérieuses[1].